# Lancer du javelot masculin aux championnats du monde d'athlétisme 2009
Navigation
Osaka 2007 Daegu 2011

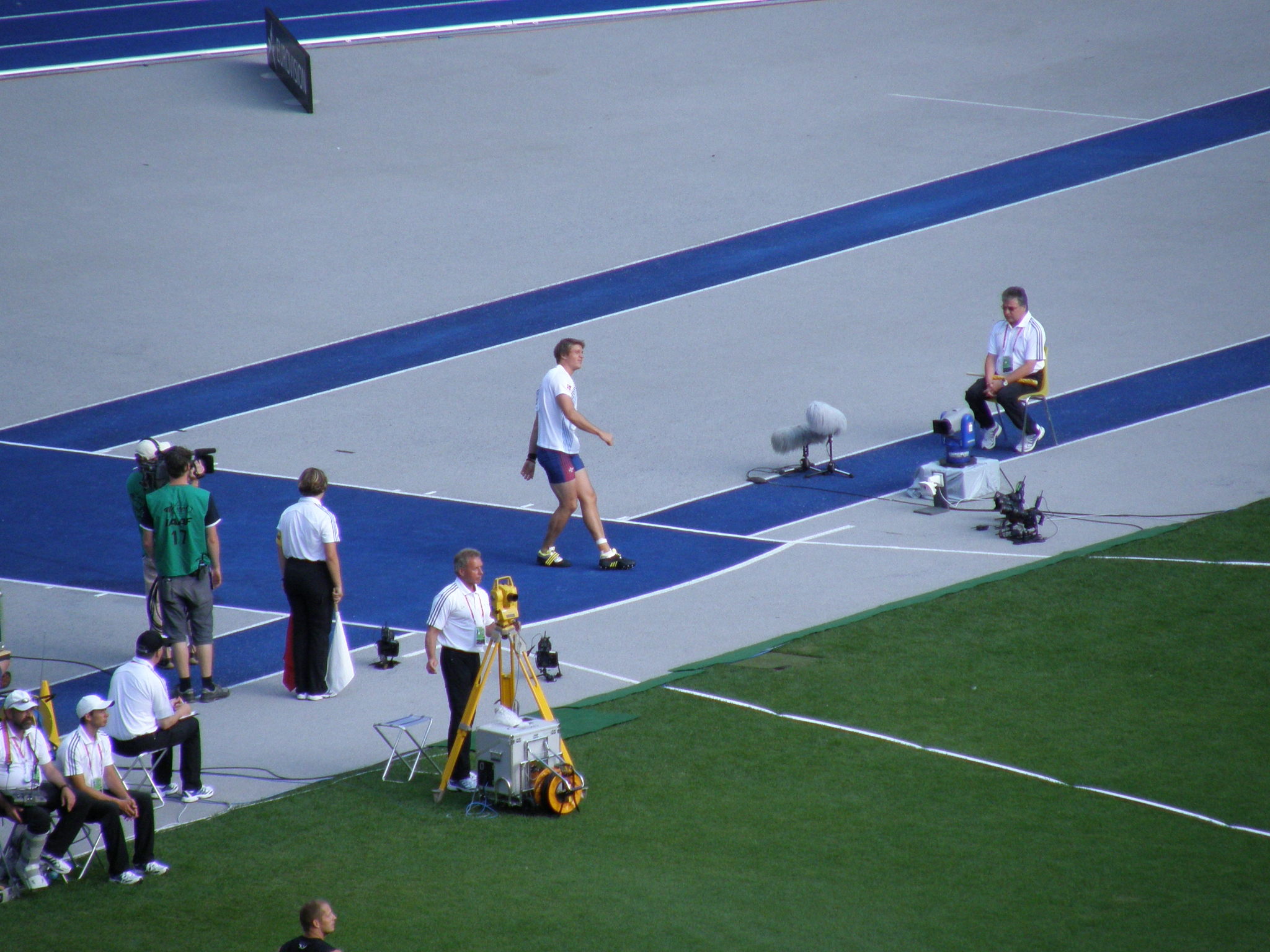
Andreas Thorkildsen aux championnats du monde de lancer de javelot de 2009

L'épreuve du Lancer du javelot masculin des championnats du monde de 2009 s'est déroulée les 21 et 23 août 2009 dans le Stade olympique de Berlin, en Allemagne. Elle est remportée par le Norvégien Andreas Thorkildsen.

## Critères de qualification
Pour se qualifier, il fallait avoir réalisé au moins 81 m (minimum A) ou 78 m (minimum B) du 1er janvier 2008 au 3 août 2009.

## Médaillés
| Or                  | Argent             | Bronze            |
| Andreas Thorkildsen | Guillermo Martínez | Yukifumi Murakami |

## Résultats

### Finale
| Rang               | Athlète             | Pays       | Essais | Essais | Essais | Essais | Essais | Essais | Marque | Notes |
| Rang               | Athlète             | Pays       | 1      | 2      | 3      | 4      | 5      | 6      | Marque | Notes |
| ------------------ | ------------------- | ---------- | ------ | ------ | ------ | ------ | ------ | ------ | ------ | ----- |
| Médaille d'or      | Andreas Thorkildsen | Norvège    | 77.80  | 89.59  | 88.95  | x      | -      | -      | 89.59  | SB    |
| Médaille d'argent  | Guillermo Martínez  | Cuba       | 83.43  | 83.28  | 78.22  | 77.27  | -      | 86.41  | 86.41  | SB    |
| Médaille de bronze | Yukifumi Murakami   | Japon      | 76.01  | 82.97  | x      | x      | -      | 77.90  | 82.97  |       |
| 4                  | Vadims Vasilevskis  | Lettonie   | x      | x      | 82.05  | x      | x      | 82.37  | 82.37  |       |
| 5                  | Tero Pitkämäki      | Finlande   | 81.90  | 81.14  | 80.50  | x      | 80.17  | 81.14  | 81.90  |       |
| 6                  | Antti Ruuskanen     | Finlande   | 75.36  | 75.67  | 81.87  | 78.65  | x      | 80.87  | 81.87  |       |
| 7                  | Ainars Kovals       | Lettonie   | x      | 81.54  | x      | x      | 75.98  | 76.39  | 81.54  |       |
| 8                  | Mark Frank          | Allemagne  | 73.77  | 79.86  | x      | x      | x      | 81.32  | 81.32  |       |
| 9                  | Teemu Wirkkala      | Finlande   | 79.76  | x      | 79.82  |        |        |        | 79.82  |       |
| 10                 | Petr Frydrych       | Tchéquie   | 78.57  | x      | 79.29  |        |        |        | 79.29  |       |
| 11                 | Tero Järvenpää      | Finlande   | 75.43  | x      | 75.57  |        |        |        | 75.57  |       |
| 12                 | Sean Furey          | États-Unis | 73.18  | 74.51  | 73.77  |        |        |        | 74.51  |       |

### Qualifications
Sous la pluie, ce qui explique les résultats modestes (limite 82,00 m) :
| Rang | Athlète             | Pays         | Distance       | Essais | Essais | Essais |
| ---- | ------------------- | ------------ | -------------- | ------ | ------ | ------ |
| 1    | Yukifumi Murakami   | Japon        | 83,10 m Q (PB) | 74,87  | 83,10  |        |
| 2    | Guillermo Martínez  | Cuba         | 82,50 m Q      | x      | 76,69  | 82,50  |
| 3    | Tero Pitkämäki      | Finlande     | 81,65 m        | 80,96  | x      | 81,65  |
| 4    | Andreas Thorkildsen | Norvège      | 80,37 m        | x      | 80,37  | 79,93  |
| 5    | Ainars Kovals       | Lettonie     | 79,76 m        | 79,76  | x      | x      |
| 6    | Tero Järvenpää      | Finlande     | 79,48 m        | 77,22  | x      | 79,48  |
| 7    | Sergey Makarov      | Russie       | 78,68 m        | 78,68  | x      | 78,47  |
| 8    | Csongor Olteán      | Hongrie      | 78,46 m        | 74,75  | x      | 78,46  |
| 9    | Mihkel Kukk         | Estonie      | 78,18 m        | 72,63  | 76,70  | 78,18  |
| 10   | Mike Hazle          | États-Unis   | 78,17 m        | x      | 76,98  | 78,17  |
| 11   | Park Jae-myong      | Corée du Sud | 78,16 m        | 75,62  | 76,17  | 78,16  |
| 12   | Qin Qiang           | Chine        | 77,65 m        | 76,87  | 75,40  | 77,65  |
| 13   | Roman Avramenko     | Ukraine      | 77,44 m        | 73,85  | 76,46  | 77,44  |
| 14   | Aliaksandr Ashomka  | Biélorussie  | 76,85 m        | 72,83  | 76,85  | 76,04  |
| 15   | Eriks Rags          | Lettonie     | 76,23 m        | 76,23  | x      | 75,97  |
| 16   | Vítězslav Veselý    | Tchéquie     | 75,76 m        | 75,16  | 75,76  | 69,48  |
| 17   | Jonas Lohse         | Suède        | 75,33 m        | x      | 75,33  | 74,46  |
| 18   | Melik Janoyan       | Arménie      | 74,74 m (SB)   | 68,74  | 74,74  | 72,75  |
| 19   | Adrian Markowski    | Pologne      | 74,13 m        | 68,84  | 72,87  | 74,13  |
| 20   | Tino Häber          | Allemagne    | 74,11 m        | 73,66  | 74,11  | 73,64  |
| 21   | Stefan Müller (en)  | Suisse       | 72,83 m        | 71,09  | 71,63  | 72,83  |
| 22   | Thomas Smet         | Belgique     | 70,35 m        | 70,35  | x      | 68,23  |
| 23   | Víctor Fatecha      | Paraguay     | 68,65 m        | 66,31  | 68,65  | 65,93  |
| 24   | Tomas Intas         | Lituanie     | 68,40 m        | 68,40  | x      | x      |